# Kevin Beugré
Kevin Bosse Elie Beugré (Adzopé, 29 maggio 1990) è un calciatore ivoriano, attaccante svincolato.

## Carriera

### Club
Beugré ha esordito nell'Eliteserien con la maglia dell'Hønefoss, quando ha sostituito Lars Lafton nella sconfitta per 6-1 contro il Sandefjord. Il club retrocesse però in 1. divisjon nella stessa stagione.
Questo evento gli ha fatto però conquistare un posto da titolare in squadra. Il 13 giugno 2011 sono arrivate le prime reti, quando è stato autore di una doppietta nel successo per 3-2 sul Bodø/Glimt. Ha contribuito, con 11 reti in 26 partite, a far vincere il campionato alla sua squadra e a farle riconquistare un posto nell'Eliteserien.
Il 9 agosto 2013 è passato in prestito al Mjøndalen. Ha esordito con questa casacca l'11 agosto successivo, sostituendo Benjamin Stokke nella vittoria per 0-3 sul campo del Kristiansund. Il 6 ottobre ha realizzato la prima rete in squadra, sancendo il successo per 0-1 sul campo del Bryne. Ha chiuso questa porzione di stagione col Mjøndalen con 15 presenze e 2 reti.
Terminato il prestito, ha fatto ritorno all'Hønefoss. Il 25 ottobre 2015, al termine della 29ª giornata di campionato, la squadra è matematicamente retrocessa in 2. divisjon, con un turno d'anticipo sulla fine della stagione. Ha messo a segno 20 reti nel campionato 2016, che non sono bastate per garantire la promozione all'Hønefoss.
Libero da vincoli contrattuali, in data 20 gennaio 2017 è stato ingaggiato dall'HamKam, sempre in 2. divisjon. Ha esordito in squadra il 17 aprile successivo, schierato titolare nella vittoria per 1-5 maturata sul campo dell'Asker, in cui ha siglato una doppietta. Al termine dell'annata, l'HamKam ha conquistato la promozione in 1. divisjon. Beugré ha lasciato la squadra alla fine di quella stessa stagione.
Ad aprile 2018, Beugré è passato al Fram Larvik. Ha esordito in squadra il 14 aprile, schierato titolare nella vittoria per 2-1 sul Nybergsund. Il 18 aprile ha trovato il primo gol, nel successo per 0-4 in casa dell'Halsen, sfida valida per il primo turno del Norgesmesterskapet. Il 22 aprile ha siglato la prima rete in campionato, nella vittoria per 1-2 maturata sul campo dello Stabæk 2.
Il 14 luglio 2018, l'Egersund ha reso noto l'ingaggio di Beugré.
Il 25 marzo 2021 ha fatto ritorno all'Hønefoss. Il 22 febbraio 2022 è passato ai finlandesi dell'MP.

### Nazionale
Ha partecipato al campionato africano Under-23 2011 con la Costa d'Avorio.

## Statistiche

### Presenze e reti nei club
Statistiche aggiornate all'11 agosto 2022.
| Stagione         | Club             | Campionato       | Campionato | Campionato | Coppe nazionali | Coppe nazionali | Coppe nazionali | Coppe continentali | Coppe continentali | Coppe continentali | Supercoppe | Supercoppe | Supercoppe | Totale | Totale |
| Stagione         | Club             | Comp             | Pres       | Reti       | Comp            | Pres            | Reti            | Comp               | Pres               | Reti               | Comp       | Pres       | Reti       | Pres   | Reti   |
| ---------------- | ---------------- | ---------------- | ---------- | ---------- | --------------- | --------------- | --------------- | ------------------ | ------------------ | ------------------ | ---------- | ---------- | ---------- | ------ | ------ |
| 2010             | Hønefoss         | ES               | 1          | 0          | CN              | 0               | 0               | -                  | -                  | -                  | -          | -          | -          | 1      | 0      |
| 2011             | Hønefoss         | 1D               | 26         | 11         | CN              | 3               | 3               | -                  | -                  | -                  | -          | -          | -          | 29     | 14     |
| 2012             | Hønefoss         | ES               | 14         | 3          | CN              | 3               | 4               | -                  | -                  | -                  | -          | -          | -          | 17     | 7      |
| gen.-ago. 2013   | Hønefoss         | ES               | 3          | 0          | CN              | 2               | 0               | -                  | -                  | -                  | -          | -          | -          | 5      | 0      |
| ago.-dic. 2013   | Mjøndalen        | 1D               | 13+2       | 2+0        | CN              | -               | -               | -                  | -                  | -                  | -          | -          | -          | 15     | 2      |
| 2014             | Hønefoss         | 1D               | 18         | 3          | CN              | 1               | 1               | -                  | -                  | -                  | -          | -          | -          | 19     | 5      |
| 2015             | Hønefoss         | 1D               | 29         | 9          | CN              | 2               | 2               | -                  | -                  | -                  | -          | -          | -          | 31     | 11     |
| 2016             | Hønefoss         | 2D               | 24         | 20         | CN              | 2               | 0               | -                  | -                  | -                  | -          | -          | -          | 26     | 20     |
| 2017             | HamKam           | 2D               | 24         | 10         | CN              | 0               | 0               | -                  | -                  | -                  | -          | -          | -          | 24     | 10     |
| apr.-lug. 2018   | Fram Larvik      | 2D               | 11         | 3          | CN              | 2               | 1               | -                  | -                  | -                  | -          | -          | -          | 13     | 4      |
| lug.-dic. 2018   | Egersund         | 2D               | 14         | 4          | CN              | -               | -               | -                  | -                  | -                  | -          | -          | -          | 14     | 4      |
| gen.-giu. 2020   | San-Pédro        | L1               | ?          | ?          | CCA             | ?               | ?               | CCC                | 1                  | 0                  | -          | -          | -          | 1+     | 0+     |
| 2020-mar. 2021   | San-Pédro        | L1               | ?          | ?          | CCA             | ?               | ?               | CCC                | 2                  | 0                  | -          | -          | -          | 2+     | 0+     |
| Totale San-Pédro | Totale San-Pédro | Totale San-Pédro | ?          | ?          |                 | ?               | ?               |                    | 3                  | 0                  |            | -          | -          | 3+     | 0+     |
| 2021             | Hønefoss         | 3D               | 9          | 5          | CN              | 0               | 0               | -                  | -                  | -                  | -          | -          | -          | 9      | 5      |
| Totale Hønefoss  | Totale Hønefoss  | Totale Hønefoss  | 124        | 51         |                 | 13              | 10              |                    | -                  | -                  |            | -          | -          | 137    | 62     |
| 2022             | MP               | Y                | 14         | 3          | CF              | 3               | 4               | -                  | -                  | -                  | -          | -          | -          | 17     | 7      |
| Totale           | Totale           | Totale           | 200+2+     | 73+0+      |                 | 17+             | 15+             |                    | 3                  | 0                  |            | -          | -          | 213+   | 89+    |

## Palmarès

### Club

#### Competizioni nazionali
- 1. divisjon: 1

Hønefoss: 2011